# Reșuțk (Kustîn), Rivne
Reșuțk (în ucraineană Решуцьк) este un sat în comuna Kustîn din raionul Rivne, regiunea Rivne, Ucraina.

## Demografie
Componența lingvistică a localității Reșuțk
     Ucraineană (97,79%)
     Rusă (2,21%)
Conform recensământului din 2001, majoritatea populației localității Reșuțk era vorbitoare de ucraineană (97,79%), existând în minoritate și vorbitori de rusă (2,21%).